# Frugtsalat
Frugtsalat er en ret af rå frugt med en råcreme af æggesnaps, vanilje og flødeskum. Den sælges også færdiglavet af dåsefrugt i sødet eller usødet saft og evt. med hakket chokolade.
Der findes talrige opskrifter på frugtsalat: af henkogt frugt, med yoghurt, en krydret sovs med jordnødder m.m.

## Frugter
Frugter, der kan bruges i frugtsalat, er bl.a.:
- Ananas
- Appelsin
- Brombær
- Banan
- Granatæble
- Guava
- Hindbær
- Jordbær
- Kiwi
- Mandarin
- Mango
- Papaya
- Pære
- Vandmelon
- Vindruer

- Wikimedia Commons har flere filer relateret til Frugtsalat

| Mad og drikke | Spire Denne artikel om mad og drikke er en spire som bør udbygges. Du er velkommen til at hjælpe Wikipedia ved at udvide den. |